# Latiblattella kaupiana
Latiblattella kaupiana är en kackerlacksart som först beskrevs av Henri Saussure 1873.  Latiblattella kaupiana ingår i släktet Latiblattella och familjen småkackerlackor. Inga underarter finns listade i Catalogue of Life.